# لیروپ
لیروپ (به هلندی: Lierop) یک منطقهٔ مسکونی در هلند است که در شهرستان سومرن واقع شده‌است. لیروپ ۲۱٫۵۷ کیلومتر مربع مساحت و ۲٬۱۴۵ نفر جمعیت دارد.